# Бои в Лиахвском ущелье
Бои в Лиахвском ущелье — боевые действия между российскими и грузинскими вооружёнными силами в ходе войны в Грузии 2008 года.
Бои начались после начала ввода российских войск (принимавших участие в учениях Кавказ-2008) на территорию Южной Осетии через Рокский тоннель и завершились входом российских войск в Цхинвали. После завершения боёв (в период с 10 по 22 августа) части ополченческой осетинской армии сожгли несколько сёл, располагавшихся в грузинском анклаве севернее Цхинвали.

## Топология
Лиахвское ущелье пересекает территорию Южной Осетии с севера на юг; по ущелью протекает река Большая Лиахви. Вдоль ущелья проходит шоссе Транскам, на нём имеется несколько стратегически важных точек: в северном окончании ущелья находится ведущий в сторону России узкий и длинный Рокский тоннель, после извилистого серпантина и длинного относительно ровного участка шоссе приходит в подконтрольный осетинским властям посёлок Джава, а дальше шоссе пересекает приток реки Лиахви через мост в селе Гуфта — самой северной точке ущелья, подконтрольной силам ССПМ и наблюдателям ОБСЕ; последняя треть шоссе проходила через несколько грузинских сёл (после войны уничтоженных осетинскими ополченцами), а выход из ущелья перекрывался осетинским городом Цхинвали, в котором находились штаб и база сил ССПМ.
На южной трети ущелья западнее Транскама идёт извилистая и узкая (до мая 2008 года — грунтовая) объездная дорога, проходящая по подконтрольным осетинским силам территориям через село Дзари.

## Силы сторон

### Российская сторона
К 5 августа в горах Алагирского района у входа в Рокский тоннель расположились 135-й и 693-й мотострелковые полки 19-й дивизии 58-й армии, 104-й и 234-й полки ВДВ 76-й гв. воздушно-десантной дивизии, 217-й полк ВДВ 98-й воздушно-десантной дивизии и 31-я отдельная воздушно-десантная бригада. Грузинская сторона насчитала 11 700 военнослужащих, 891 единицу бронетехники, 138 артиллерийских орудий.
Подтвердил наличие двух скрытых перед тоннелем БТГ командующий 58-й армии генерал А. Хрулёв, и, по его словам, они включали 700 человек, а также артиллерийские силы, мотопехотные и моторизованные части; Согласно книге «Танки августа», эти силы составляли примерно 1500 человек. По словам Хрулёва, эти группы были оснащены наиболее боеспособной техникой из той, что имелась на вооружении 58-й армии. В состав этих групп входил разведвзвод 135-го полка под командованием капитана А. Ухватова.
Неизвестное количество российских сил располагалось на российской военной базе в Джаве (на 2008 год потайной), там же в ночь с 6 на 7 августа расположился полевой штаб СКВО.
В то же время на территории ЮО (при намеренном попустительстве российской стороны) действовали части де-факто нелегальной армии Южной Осетии, а также отдельные «добровольческие» формирования. Некоторые российские СМИ и эксперты заявляли, что армия ЮО владеет 87 танками, однако, как заявляли представители осетинской стороны, почти все эти танки принадлежали российской стороне, и потому в бой за Цхинвали на ранних этапах они не вступили.
К вечеру 8 августа в Джаву прибыл чеченский батальон «Восток».

### Грузинская сторона
В боях в основном участвовала грузинская авиация (однако, как сообщалось, авиационные вылеты прекратились уже 9 августа), и, согласно отдельным заявлениям, грузинское ПВО.
Наземные силы — см. Бои за Цхинвали; Имелись отдельные заявления о возможном продвижении грузинских наземных сил после первого боя за Цхинвали, однако не имеется достоверных сведений об их продвижении севернее прилегавших к Цхинвали анклавных грузинских сёл.

## Хронология
Учения Кавказ-2008 завершились 2 августа; на этих учениях моделировались действия, воспроизведённые в ходе дальнейших боевых действий.

### Проход российской армии через Рокский тоннель
Согласно официальной российской версии, ввод российских войск начался в 14:30 8 августа; По утверждению официального представителя минобороны РФ генерал-лейтенанта Николая Уварова, первое российское боевое подразделение (1-й батальон 135-го полка) прошло через Рокский тоннель в 14:30. Согласно интервью Анатолия Хрулёва, 58-я армия начала выдвигаться в 1:40 8 августа.
Ряд исследователей и грузинских официальных лиц заявляли о начале продвижения российской танковой колонны через Рокский туннель 7 августа. Российская сторона утверждала, что движение войск через Рокский тоннель велось в рамках нормальной ротации российских миротворческих сил, но при этом не производила полагавшегося в случае ротации оповещения о своих действиях. Перехваченные Грузией разговоры т.н. югоосетинских «пограничников», размещавшихся у Рокского тоннеля, раскрывали время продвижения первой колонны; в первом разговоре от 03:41 (7 августа) мужчина, назвавшийся Гассиевым, проинформировал своего начальника о российских военных машинах, в том числе бронированных, «переполнивших» тоннель. Во втором разговоре (03:52) он докладывает руководству, что колонна уже пересекла тоннель. Колонну возглавлял полковник Казаченко, под его командованием на тот момент находился 693-й механизированный полк 19-й дивизии.
Согласно мнению журналистки Юлии Латыниной, 7 августа в 23:30 начала проходить уже вторая колонна танков, первая же колонна (попавшая под грузинский авиаобстрел в 5 утра) к тому моменту уже находилась на базе в Джаве.

### Марш российской армии
Из-за узости Рокского туннеля (при длине в 6 км он может использоваться переменно только для одностороннего движения) на дороге к Джаве и к Цхинвали возникли чудовищные пробки, при этом войска пришлось бросать в бой сравнительно небольшими отрядами. Постоянно ломалась устаревшая, ветхая российская техника. Практически не работали навигация и связь. Часть техники остановилась у Джавы из-за нехватки топлива. Вывоз раненых и гражданских, подход совершенно не нужных на тот момент добровольцев — всё привело к чудовищному кризису снабжения, а передовые сравнительно малочисленные силы пришлось бросать в бой дезорганизовано и по частям.
Колонна прикрывалась с воздуха; как минимум один самолёт (Су-25БМ, пилотируемый В. Едаменко) был сбит у села Итрапис, по разным данным, либо грузинским, либо российским ПВО.
В ходе прохождения села Джава российская колонна подвергалась ударам грузинской авиации, в результате обстрелов погибло несколько человек и был частично разрушен расположенный у Джавы мост. Сообщалось, что первая, базировавшаяся в Джаве колонна выдвинулась в Цхинвали в 3 часа ночи под видом «гуманитарного конвоя» и была разбомблена в 5 утра (в колонне находился глава Северной Осетии Таймураз Мамсуров, вместе с ним было около тысячи «добровольцев» из Северной Осетии). Также, по словам генерала Хрулёва, Джава была подвергнута авиаобстрелу 8 августа в 11:40.

#### Бои за Гуфтинский мост
Согласно интервью генерала А. Хрулёва, бои за Гуфтинский мост начались в 4:40. По его словам, на мосту уже находилось неназванное число грузин, начавших перекрывать его; подчинённый Хрулёву танковый взвод с ходу захватил мост, сбил грузин и вынудил их начать отход от моста. В этом бою Хрулёв потерял БМП, шедшую в передовом дозоре (её подбили грузины, и та, потеряв управление, упала с моста).
По его заявлениям, после захвата моста планировалось отбросить от него грузин как можно дальше, после чего одной БТГр идти в сторону Тамарашени, а второй — по Дзарской дороге, прямо в Цхинвали, к лагерю бывших миротворцев ССПМ.

### События в ходе боёв за Цхинвали
В ходе боёв за Цхинвали Джава использовалась как тыловой перевалочный пункт (в частности для отступления российских «градов» от Цхинвали), через вертолётную площадку военной базы перевозили раненых и погибших. Также в Джаве временно разместилось правительство ЮО; по информации издания «Коммерсант», Джава несколько месяцев подготавливалась к боям и к началу войны превратилась в хорошо оборудованный укрепрайон.
Раненых также вывозили колонны автомобилей «Скорой помощи», ещё сильнее задерживавшие движущуюся в сторону Южной Осетии российскую армию. По словам А. Баранкевича, колонны были организованы по его инициативе.
Сообщалось, что 9 августа ВВС Грузии сбросили на Джаву пятисоткилограммовую бомбу, которую впоследствии взорвали российские сапёры.
Российские СМИ заявляли, что российская колонна под Джавой также подверглась «штурмовому удару» грузинской авиации 12 августа.
В ночь с 8 на 9 августа командующий 58-й армией генерал А. Хрулёв, по его собственным словам, вернулся к Рокскому тоннелю, у которого расположилась оперативная группа армии (во главе с начальником штаба генерал-майором А. Журавлёвым), продолжавшая проводку военных колонн через тоннель.

#### Обстрел Дзарской дороги
9 августа генерал А. Хрулёв решает отправить подкрепление в Цхинвали. Батальон из состава 58-й армии обошёл город с запада по Дзарской дороге, чтобы выйти к южной базе ССПМ и занять на ней позиции. В составе колонны — штабная рота, с которой ехал Хрулёв.
В 14:00 колонна столкнулась с грузинской частью, пытавшейся зайти в Цхинвали. В скоротечном бою генерал Хрулёв получил ранение, погиб его водитель. В ходе боя также погибли старший лейтенант А. В. Пуцыкин и майор Д. В. Ветчинов, было ранено пятеро журналистов, сообщалось, что было уничтожено до 25 российских машин.

#### Вход в Цхинвали
По утверждению некоторых СМИ, с 9 по 18 августа (в связи с ранением Хрулёва) командование 58-й армией фактически перешло В. Лунёву, что также подтвердил А. Баранкевич; по его словам, Лунёв зашёл в город с батальоном «Восток», подтянувшиеся позже основные части 58-й российской армии вошли в уже пустующий город.

Лиахвское ущелье через несколько лет после войны.

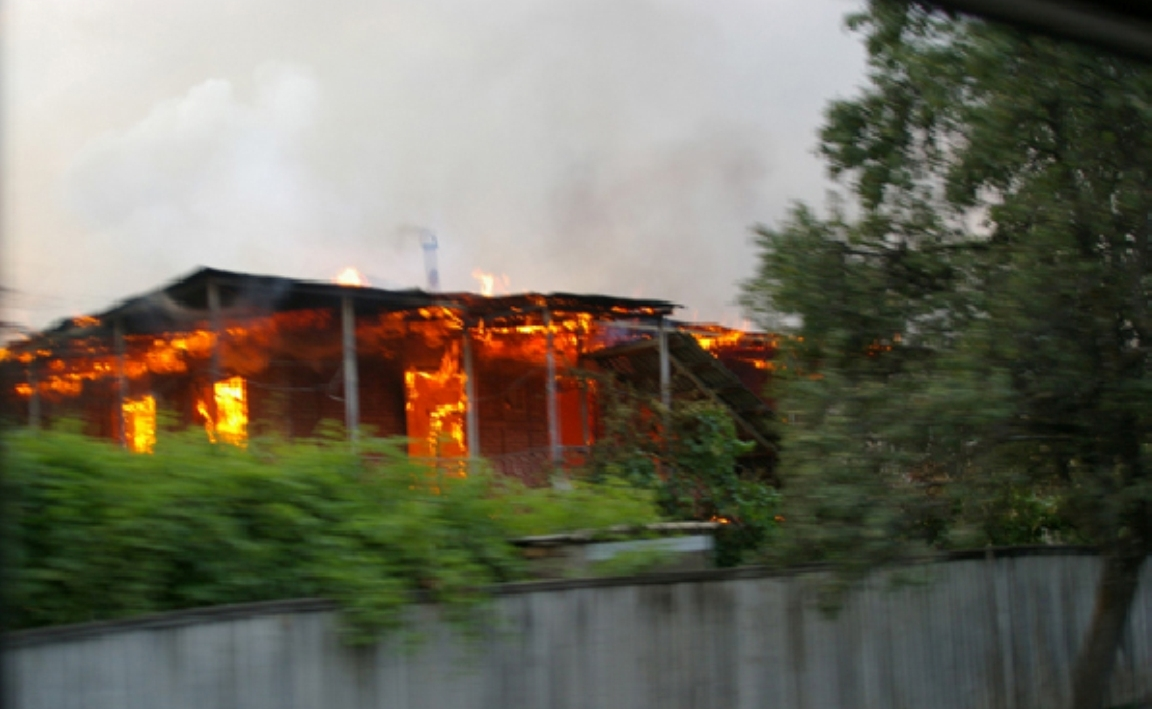
Горящий дом в Кехви в 2008 году; фотография HRW.

### «Зачистка» грузинских сёл
После первого боя за Цхинвали грузинские силы успели вывезти почти всех своих граждан из расположенных в Лиахвском ущелье сёл; в сёлах остались только старики и маломобильные инвалиды . 10 августа (после отхода грузинской армии из Цхинвали) осетинская ополченческая армия начала уничтожать располагавшиеся в ущелье грузинские сёла, на что имеется широкий список свидетельств журналистов и агентов правозащитных организаций. В дальнейшем активное участие осетинских сил в мародёрстве и попустительство с российской стороны также подтвердил Европейский суд по правам человека. Имелись также отдельные свидетельства участия российских войск в мародёрстве и разрушении анклавных сёл (в частности, HRW заявляли, что несколько грузинских домов в селе Тамарашени были обстреляны из российского танка), однако участие российской армии в мародёрстве не было систематическим.
29 ноября 2008 года на заседании временной комиссии парламента Грузии Михаил Саакашвили заявил, что действия грузинской армии были направлены на защиту грузинского населения Тамарашени, Курта, Кехви и других сёл: «я думаю, основной вывод населения осуществили через окружную дорогу (поскольку я внимательно за этим наблюдал), но окружная дорога могла очень легко попасть под удар у села Дманиси, с нескольких других точек — среди них из Цхинвали по направлению к Тамарашени очень легко было обстреливать, и без подавления этих огневых точек вывод населения был невозможен. Если бы не действия нашей армии, реально жертв у нас было бы сегодня десятки тысяч или тысячи, мы получили бы новую Сребреницу, потому что люди, которые вошли, обошлись с оставшимся населением, как Караджич и Младич поступили в Сребренице с оставшимся населением. Реально мы этих людей вытащили из их пасти». Таким образом Саакашвили лишь подтвердил заявление одного из грузинских дипломатов, данное изданию «Коммерсант» 9 августа 2008 года: «Мы и не ставили себе задачу завоевать Южную Осетию. Даже захватив Цхинвали, мы не собираемся его удерживать. Это не военный шаг, а политический — чтобы показать, что мы не можем молча смотреть, как убивают наших граждан».